# Рыбновск
Рыбновск — село в Охинском городском округе Сахалинской области России.

## География
Село находится на берегу Сахалинского залива, на расстоянии 84 км от города Оха, административного центра округа.

## История
Село основано в 1936 году под названием Промысел № 5 в составе Михайло-Калиновского сельского совета. В 1937 году переименовано в Рыбновск. В 1973 году в черту села включен посёлок Песчаное. С 1930-х по 1965 год являлось административным центром упразднённого Рыбновского района.

## Население
| 1939 | 1959 | 2002 | 2010 | 2013 | 2021 |
| ---- | ---- | ---- | ---- | ---- | ---- |
| 1073 | ↘948 | ↘106 | ↘96  | ↘87  | ↘18  |

### Половой состав
Согласно результатам переписи 2002 года, в селе проживало 106 человек (59 мужчин и 47 женщин).

## Галерея

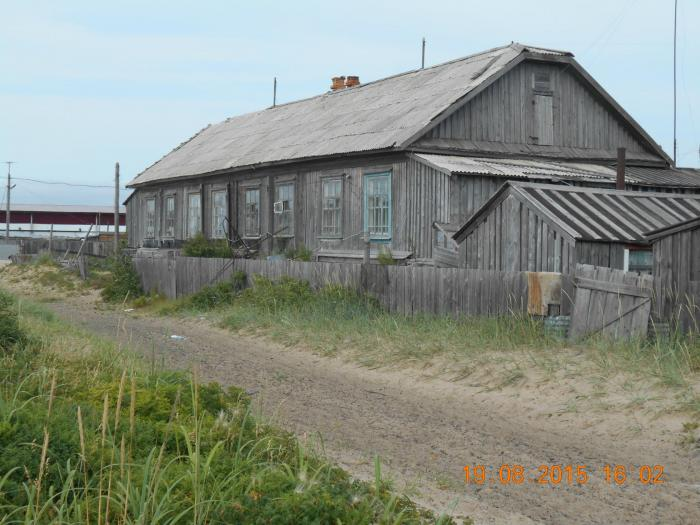
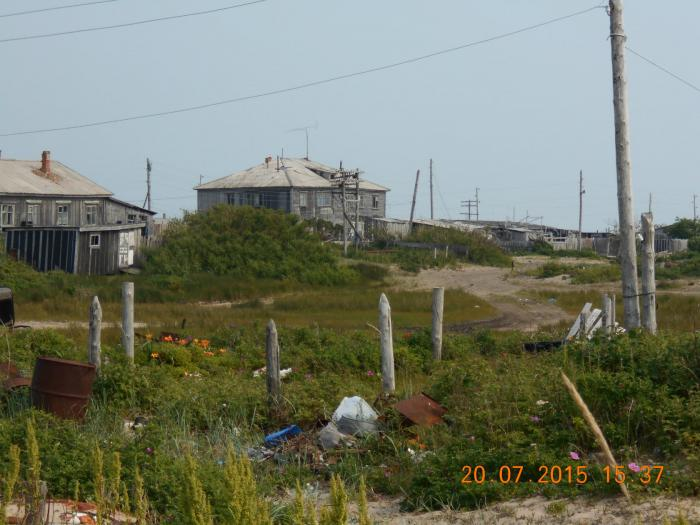
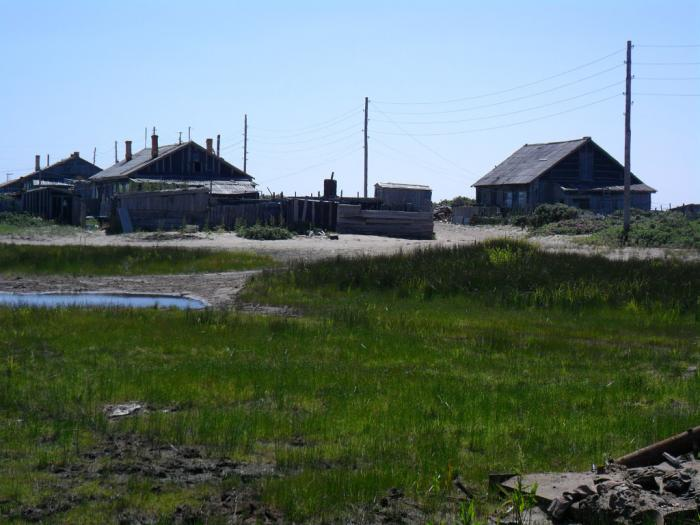
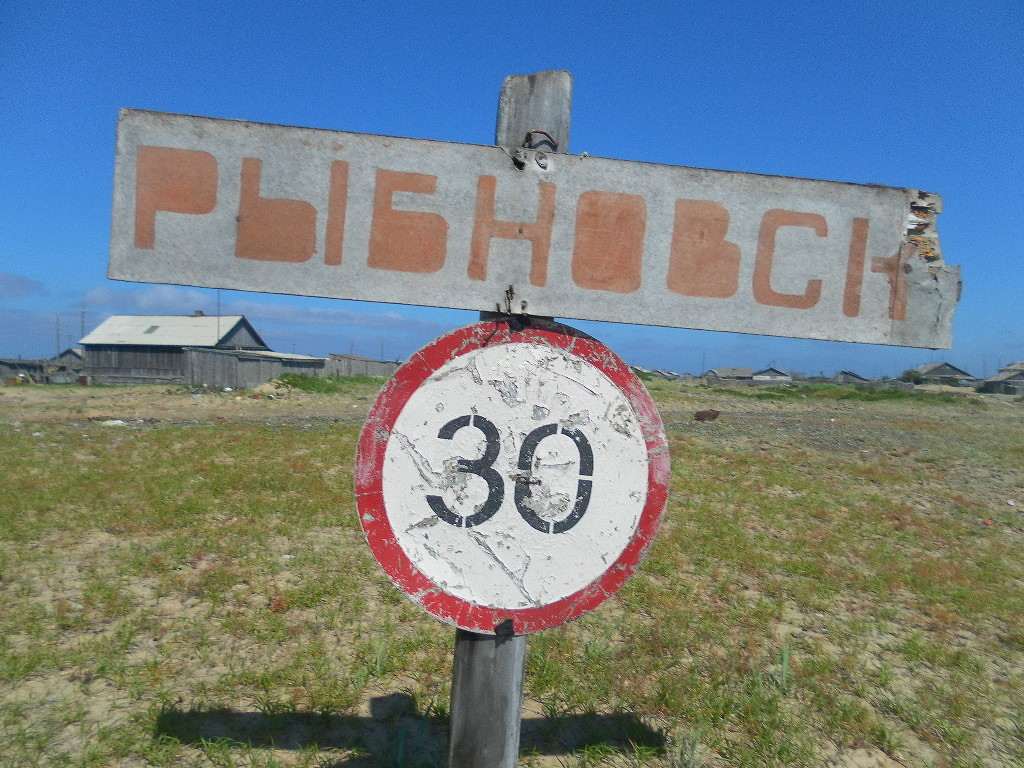

### Национальный состав
Согласно результатам переписи 2002 года, в национальной структуре населения русские составляли 87 % из 106 чел.